# Nós Matámos o Cão-Tinhoso
Nós Matamos o Cão-Tinhoso é um livro de sete contos da autoria do escritor Luís Bernardo Honwana publicado em 1964 e considerado uma obra fundacional da literatura moçambicana moderna. Os contos incluídos no livro são “Nós Matámos o Cão-Tinhoso”, “Dina”, “Papa, Cobra, Eu”, “As Mãos dos Pretos”, "Inventário de Imóveis e Jacentes”, "A Velhota" e "Nhinguitimo".
Quando Honwana tinha vinte e dois anos, foi preso pela polícia política. Foi durante o tempo passado na prisão que escreveu o seu único livro, Nós Matámos o Cão-Tinhoso, com o objetivo de demonstrar o racismo do poder colonial português. O livro chegou a exercer uma influência importante na geração pós-colonial de escritores moçambicanos. Muitos dos contos, escritos em português europeu padrão, são narrados por crianças. O universo social e cultural moçambicano durante a época colonial é o centro da análise das narrativas de Nós Matámos o Cão-Tinhoso. De acordo com Manuel Ferreira, “Os contos de Nós Mátamos o Cão-Tinhoso apresentam-nos questões sociais de exploração e de segregação racial, de distinção de classe e de educação”. Cada personagem em cada conto representa uma diferente posição social (branco, assimilado, indígena e/ou mestiço).

## Resumo do conto "Nós Matamos o Cão-Tinhoso"
O primeiro e o mais extenso dos contos incluídos no livro, "Nós Matámos o Cão-Tinhoso" é narrado através dos olhos de um menino moçambicano negro, chamado Ginho. A história desenvolve-se à volta de um cão vadio que está doente, abandonado e a morrer. Ginho é objecto de troça da parte dos seus colegas da escola, inclusivamente durante os jogos de futebol. Ele começa a sentir pena do cão e desenvolve um sentimento de empatia em relação a ele. Um dia, o Ginho e um grupo de rapazes da sua idade são persuadidos e chantagistas pelo Doutor da Veterinária para matar o cão. O Senhor Duarte representa esta acção como um jogo de caça e tenta convencê-los como um amigo. Apesar do Ginho estar emocionante ligado ao cão, ele sente-se pressionado para matá-lo, de modo a ser aceite pelos seus colegas. Apesar de muitas discussões e pedidos aos outros meninos, ele não consegue convencê-los a não matar o cão. A história acaba com ele a confessar com remorso a responsabilidade que sente, apesar de não ter querido participar no crime.
O significado de Cão-Tinhoso
O conto mostra a situação política do tempo. De acordo com a interpretação de Inocência Mata, o Cão-Tinhoso representa o sistema colonial decadente, em via de ser destruído, e o prelúdio de uma nova sociedade purificada, sem discriminação de qualquer tipo. Para   crítica é significativo o facto de o Cão-Tinhoso ter sido abatido numa apoteose de tiros—de igual modo Moçambique haveria de se purificar pelo fogo das armas.
Os olhos azuis
Ginho descreve o cão como tendo olhos azuis. Em The Golden Cage: Regeneration in Lusophone African Literature and Culture, Niyi Afolabi argumenta que a cor dos olhos é ambígua, podendo ser simbólica do negro colonial dominado ou do colonizador europeu. Cláudia Pazos Alonso escreve que o simbolismo dos olhos pode apontar para uma representação de um assimilado negro.
O homicídio do cão
Quando os meninos matam o cão, este evento pode ser visto como simbólico dum processo iniciático, de aprendizagem, para a personagem que encontra solidariedade afetiva.